# Cornelius Winkler-Prins
Cornelius Winkler-Prins (Den Haag, 16 mei 1900 - Alkmaar, 22 februari 1974) was een oogarts van beroep en medeoprichter van het tijdschrift De Waag.
In november van 1941 meldde Winkler-Prins zich voor de Waffen-SS en diende als oogarts bij het SS-Freiwilligerlegion ‘Niederlande’ als SS-Obersturmführer en het SS-Lazarett Cholm en SS-Lazarett Laibach als SS-Hauptsturmführer.